# Fokföldi billegető
A fokföldi billegető (Motacilla capensis) a madarak osztályának verébalakúak (Passeriformes) rendjébe és a billegetőfélék (Motacillidae) családjába tartozó faj.

## Rendszerezése
A fajt Carl von Linné svéd természettudós írta le 1766-ban.

## Alfajai
- Motacilla capensis capensis Linnaeus, 1766
- Motacilla capensis simplicissima Neumann, 1929
- Motacilla capensis wellsi Ogilvie-Grant, 1911[2]

## Előfordulása
Afrika déli részén, Angola, Botswana, Burundi, a Dél-afrikai Köztársaság, a Kongói Demokratikus Köztársaság, Kenya, Lesotho, Mozambik, Namíbia, Ruanda, Szváziföld, Tanzánia, Uganda, Zambia és Zimbabwe területén honos.
A természetes élőhelye szubtrópusi és trópusi homokos és sziklás tengerpartok, édesvízi tavak, folyók és patakok környéke, füves puszták, valamint vidéki kertek és városi régiók. Állandó, nem vonuló faj.

## Megjelenése
Testhossza 17–19 centiméter, testtömege 15–24,5 gramm.

## Életmódja
Főleg rovarokkal táplálkozik.

## Szaporodása
|  |

## Természetvédelmi helyzete
Az elterjedési területe rendkívül nagy, egyedszáma pedig stabil. A Természetvédelmi Világszövetség Vörös listáján nem fenyegetett fajként szerepel.